# 마르고

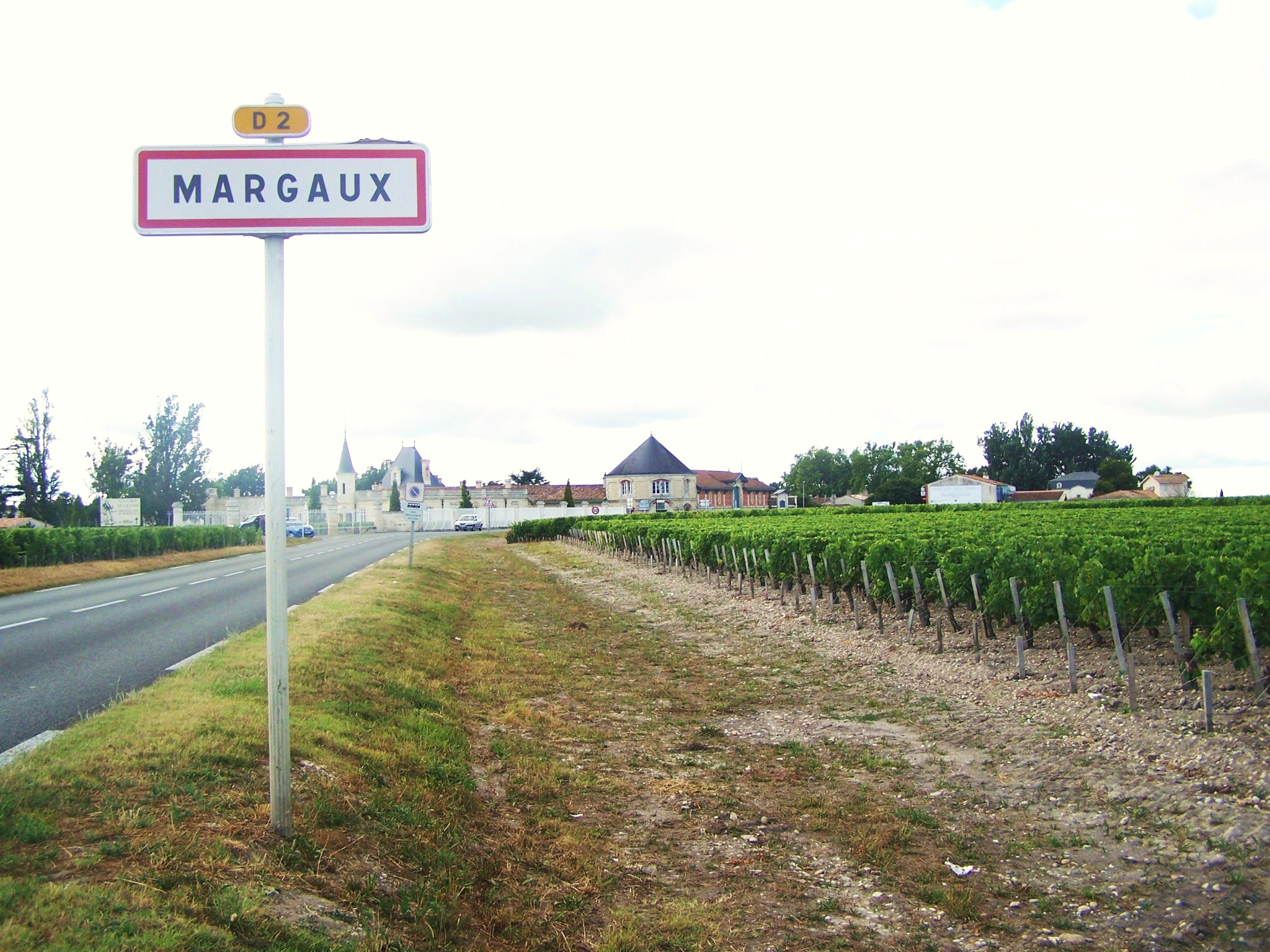

마르고(Margaux)는 프랑스 아키텐 지롱드주의 도시이다.

## 인구
| 연도 | 인구  | ±%    |
| ---- | ----- | ----- |
| 1411 | 1,968 | —     |
| 1466 | 1,975 | +0.4% |
| 1420 | 1,982 | +0.4% |
| 1360 | 1,990 | +0.4% |
| 1387 | 1,999 | +0.5% |
| 1338 | 2,008 | +0.5% |
| 1479 |       | —     |

## 같이 보기
- 프랑스 와인
- 보르도 포도주